# Edoardo Angelino
Edoardo Angelino (Alessandria, 17 dicembre 1950) è uno scrittore italiano.

## Biografia
Vive ad Asti. Insegnante di storia e filosofia, sino al 2011, al Liceo Scientifico Vercelli di Asti. Angelino è stato consigliere comunale al Comune di Asti dal 2002 al 2007, eletto nelle liste dei DS.
Come scrittore, Angelino ha esordito con il romanzo L'inverno dei mongoli, per Einaudi, grazie al quale si è aggiudicato il Premio Berto 1995 ed è entrato nei finalisti del Premio Alassio. Il suo secondo romanzo, Binario morto, venne pubblicato, nel 1998, dalla casa editrice Besa. Il romanzo si è aggiudicato il Premio Fedeli come miglior romanzo poliziesco dell'anno. Entrambi i suoi testi narrativi sono spesso citati come esemplari del nuovo giallo storico italiano. Angelino ha pubblicato un nuovo romanzo nel 2024: si tratta di RSI. Il muro di Firenze, un testo tra storia e ucronia, che narra la vicenda di un professore di storia nello scenario fantastico di un'Italia spartita tra le potenze vincitrici della Seconda Guerra Mondiale.

## Romanzi
- L'inverno dei mongoli, Torino, Einaudi, 1995. (Vincitore del Premio Berto)
- Binario morto, Lecce, Besa, 1998. (Vincitore del Premio Fedeli)
- RSI. Il muro di Firenze", Lecce, Besamuci, 2024.

## Saggi
- La “strana” fabbrica - Origini e primi sviluppi della Vetreria di Asti, L'arciere, Cuneo, 1988.
- I percorsi della democrazia, Asti, Istituto per la storia della Resistenza e della società contemporanea della provincia di Asti, 1995.